# Saint-Germain-de-Varreville
Saint-Germain-de-Varreville is een gemeente in het Franse departement Manche (regio Normandië) en telt 119 inwoners (2009). De plaats maakt deel uit van het arrondissement Cherbourg-Octeville.
In 2012 werd een muntschat van meer dan 14.000 kleine munten uit de 4e eeuw gevonden in een veld in de gemeente.

## Geografie
De oppervlakte van Saint-Germain-de-Varreville bedraagt 5,9 km², de bevolkingsdichtheid is 20,2 inwoners per km².
De onderstaande kaart toont de ligging van Saint-Germain-de-Varreville met de belangrijkste infrastructuur en aangrenzende gemeenten.

## Demografie
Onderstaande figuur toont het verloop van het inwonertal (bron: INSEE-tellingen).